# Chặng đua MotoGP Châu Âu 2020
Chặng đua MotoGP Châu Âu 2020 (tên chính thức 2020 Gran Premio de Europa) là chặng đua thứ 12 của mùa giải MotoGP 2020. Chặng đua được tổ chức ở trường đua Circuit Ricardo Tormo, Tây Ban Nha từ ngày 06 đến 08 tháng 11 năm 2020. Người chiến thắng là Joan Mir của đội đua Suzuki.

## Bối cảnh
Đây là chặng đua được bổ sung vào lịch thi đấu sau khi một số chặng đua khác bị hủy vì đại dịch covid-19.

## Diễn biến chính
Người giành pole là tay đua của đội KTM Pol Espargaro. Tuy nhiên anh nhanh chóng bị hai tay đua của đội Suzuki và Alex Rins và Joan Mir vượt mặt, và cuối cùng chỉ về đích thứ ba.
Rins dẫn đầu từ vòng 2 đến vòng 16 thì bị đồng đội Joan Mir vượt. Kết quả cuối cùng Joan Mir giành được chiến thắng MotoGP đầu tiên trong sự nghiệp, đồng thời củng cố vị trí dẫn đầu trên BXH tổng với 162 điểm.

## Kết quả
| Stt                                                | Số xe | Tay đua           | Xe      | Lap | Thời gian   | Xuất phát | Điểm |
| -------------------------------------------------- | ----- | ----------------- | ------- | --- | ----------- | --------- | ---- |
| 1                                                  | 36    | Joan Mir          | Suzuki  | 27  | 41:37.297   | 5         | 25   |
| 2                                                  | 42    | Álex Rins         | Suzuki  | 27  | +0.651      | 2         | 20   |
| 3                                                  | 44    | Pol Espargaró     | KTM     | 27  | +1.203      | 1         | 16   |
| 4                                                  | 30    | Takaaki Nakagami  | Honda   | 27  | +2.194      | 3         | 13   |
| 5                                                  | 88    | Miguel Oliveira   | KTM     | 27  | +8.046      | 7         | 11   |
| 6                                                  | 43    | Jack Miller       | Ducati  | 27  | +8.755      | 6         | 10   |
| 7                                                  | 33    | Brad Binder       | KTM     | 27  | +10.137     | 10        | 9    |
| 8                                                  | 4     | Andrea Dovizioso  | Ducati  | 27  | +10.801     | 12        | 8    |
| 9                                                  | 5     | Johann Zarco      | Ducati  | 27  | +11.550     | 4         | 7    |
| 10                                                 | 9     | Danilo Petrucci   | Ducati  | 27  | +16.803     | 18        | 6    |
| 11                                                 | 21    | Franco Morbidelli | Yamaha  | 27  | +17.617     | 8         | 5    |
| 12                                                 | 6     | Stefan Bradl      | Honda   | 27  | +24.350     | 13        | 4    |
| 13                                                 | 12    | Maverick Viñales  | Yamaha  | 27  | +25.403     | Pit lane  | 3    |
| 14                                                 | 20    | Fabio Quartararo  | Yamaha  | 27  | +39.639     | 11        | 2    |
| Ret                                                | 32    | Lorenzo Savadori  | Aprilia | 25  | Electronics | 19        |      |
| Ret                                                | 73    | Álex Márquez      | Honda   | 23  | Accident    | 14        |      |
| Ret                                                | 53    | Tito Rabat        | Ducati  | 13  | Mechanical  | 20        |      |
| Ret                                                | 63    | Francesco Bagnaia | Ducati  | 5   | Accident    | 16        |      |
| Ret                                                | 35    | Cal Crutchlow     | Honda   | 5   | Accident    | 15        |      |
| Ret                                                | 46    | Valentino Rossi   | Yamaha  | 4   | Engine      | 17        |      |
| Ret                                                | 41    | Aleix Espargaró   | Aprilia | 0   | Accident    | 9         |      |
| Fastest lap: Brad Binder (KTM) – 1:31.884 (lap 22) |       |                   |         |     |             |           |      |
| OFFICIAL MOTOGP RACE REPORT                        |       |                   |         |     |             |           |      |

Nguồn: Trang chủ MotoGP